# 植物冷凍貯藏
植物冷凍貯藏（英語：Plant cryopreservation）是一個針對植物的基因資源的保存方式。這個方法讓植物的生物遺傳材料，如種子、花粉、莖尖或休眠芽，可以永久在深低溫 (一般是液態氮環境) 下長久保存。如有需要，可取回生物材料，解凍後，這些遺傳資源，可以在田間使用，並生長為植物。 技術上，所有植物的遺傳物質，都可以透過深低溫保存及解凍。
不過，一般而言，通常只有這些情況才會使用這種方式: 
 1）難生長的農作物種子，例如酪梨或椰子。
2）無種籽作物，如栽種香蕉和大蕉。
 3）木薯、馬鈴薯、大蒜、地瓜等無性繁殖作物。